# Paul Gerhard Braune
Pour les articles homonymes, voir Braune.
Paul Gerhard Braune (Tornow, 16 décembre 1887 - Bielefeld, 19 septembre 1954) était un pasteur protestant allemand, dirigeant d'organisations caritatives qui s'opposa ouvertement à l'extermination des handicapés par les nazis.

## Premières années
Fils d'un pasteur, Paul Gerhard Braune, après avoir terminé ses études secondaires à Eberswalde étudie la théologie au séminaire de Bethel — où il fait la connaissance de Friedrich von Bodelschwingh —, puis aux universités de Halle et de Berlin. Après son ordination, il devient, en 1913, vicaire à Hägermühle puis pasteur à Hohenkränig. En 1922, il est appelé à Lobetal où il prend la direction de l'institution pour personnes défavorisées, handicapée et âgées dépendant de la fondation Bodelschwingh. Il est également élu maire de la ville. Veuf de sa première femme, il épouse Berta Mohr en secondes noces en 1932, avec laquelle il a quatre enfants.

## Sous le régime nazi
Vice-président du comité central de la mission évangélique intérieure depuis 1932, Braune s'oppose à la mainmise du Secours populaire national-socialiste sur les associations caritatives. Il rejoint à la même époque les rangs de l'Église confessante, ce qui lui vaudra un an plus tard d'être interrogé par la Gestapo.
Avec Friedrich von Bodelschwingh, il s'oppose ouvertement à l'extermination des handicapés (Aktion T4) par le régime nazi, opposition qui constitue l'un des points importants de la résistance des églises protestantes au nazisme. Sur la base des informations dont il dispose sur les transferts de patients et les assassinats de masse sur tout le territoire du Reich, il adresse un mémorandum de protestation à Adolf Hitler via la chancellerie du Führer. Concrètement il refuse le transfert de patients des institutions qui dépendent de lui.
À la suite de son combat contre l'Aktion T4 et à son implication dans la « mission intérieure » Braune conduisent à son arrestation le 12 août 1940 et à sa détention pendant trois mois au siège de la Gestapo. Cela ne l'empêche pas, en 1943, de prendre la défense d'homosexuels condamnés à mort et dont il demande en vain la grâce.

## Après-guerre
Après la Seconde Guerre mondiale Braune poursuit ses activités pastorales et évangéliques en République démocratique allemande où il a maille à partir avec le SED. Il décède d'une crise cardiaque à  Bethel (Bielefeld) le 19 septembre 1954.